# 多瑪暮
多瑪暮（英語：Dormammu），是一位出現在漫威漫畫中的虛構超級反派，2009年IGN將多瑪暮列為漫畫書上史上100名偉大反派中的第56名。
2016年電影《奇異博士》裡，多瑪暮由班奈狄克·康柏拜區進行動作捕捉演出。

## 簡介
多瑪暮原是一支被稱為法爾庭的異次元魔法生物種族的一員，後來發現並進入黑暗次元，為了成為黑暗次元的主宰，多瑪暮捨棄了原本的肉身，得到了無比強大的邪惡力量，他的肉身也被可怕的魔法火焰所取代，並成為最強大的地獄領主，其力量足以媲美阿斯嘉神王奧丁。隨後並開始對其他次元進行征服，並且成為奇異博士及眾神之父奥丁的頭號對手。

## 能力
- 神秘能量的操縱
- 強大的黑魔法
- 次元傳送
- 長生不老
- 永生不死
- 扭曲現實
- 搶奪能量
- 幻象
- 飛行
- 防護罩
- 念動力
- 瞬間移動
- 跨维度傳送
- 隔空召喚物品
- 無形
- 流放
- 感知
- 邪力之源

## 其他媒體

### 電影
- 《斯特蘭奇博士：至尊巫師》：動畫電影，由喬納森·亞當斯配音。
- 漫威電影宇宙
  - 《奇異博士》（2016年）：由班奈狄克·康柏拜區進行動作捕捉[2][3]，導演史考特·德瑞森在訪談中表示多瑪暮的配音是由另一名英國演員擔任的，但未出現在演員名單上[4]。

### 電視
- 《復仇者聯盟：正義出擊》：由菲爾·拉瑪配音[5]。
- 《天雷爭霸：復仇者聯盟》
- 漫威電影宇宙
  - 《無限可能：假如…？》第一季（2021年）：動畫劇集

### 電子遊戲
- 《Marvel vs. Capcom 3: Fate of Two Worlds》和《Ultimate Marvel vs. Capcom 3》：多瑪暮作為玩家可使用角色登場，由邁克爾·T·魏斯配音[6]。
- 《樂高漫威超級英雄》：於死侍bonus關卡登場，由特拉維斯·威林厄姆配音，為玩家可使用角色之一。
- 《漫威：未來之戰》：手機遊戲，多瑪暮是玩家可使用角色之一。
- 《漫威：未來革命》

## 外部連結
- Dormammu （页面存档备份，存于） at Marvel Wiki
- Dormammu （页面存档备份，存于） at Comic Vine
- Dormammu （页面存档备份，存于） at MarvelDirectory.com
- 漫画书数据库：多瑪暮